# Vladimíra Uhlířová
Vladimíra Uhlířová (ur. 4 maja 1978 w Czeskich Budziejowicach) – czeska tenisistka.

## Kariera
Jej występy na światowych kortach rozpoczęły się w 2002 roku, turniejem na Majorce. Pierwsze kwalifikacje do zawodowego turnieju zagrała dopiero w 2005 roku w Pradze. Los chciał, że nigdy nie udało się jej zagrać w singlowym zawodowym turnieju tenisowym, stąd bardzo odległe miejsce na liście światowej.
W światowym tenisie jej postać została zauważona dopiero w roku 2006 dzięki dobrym wynikom odnoszonym przez Vladimírę w grze podwójnej. Jedna z jej pierwszych poważniejszych imprez tenisowych to igrzyska olimpijskie w Atenach, gdzie z Serbką Timotić odpadła w pierwszej rundzie. W lutym 2005 roku zagrała w jednych z pierwszych profesjonalnych turniejów, dochodząc nawet do półfinału w Acapulco. W maju 2005 doszła do deblowego ćwierćfinału w Pradze oraz Stambule. Później osiągnęła także półfinał w Palermo i ćwierćfinał w Budapeszcie. W roku 2006 powtórzyła półfinał z Acapulco z Gabrielą Navrátilovą. W Warszawie doszła do ćwierćfinału, podobnie w Pradze. Zadebiutowała w turnieju wielkoszlemowym, grając z Finką Emmą Laine French Open 2006, gdzie jednak już w drugiej rundzie trafiły na najwyżej rozstawione Samanthę Stosur i Lisę Raymond. Odpadła w pierwszej rundzie deblowego US Open.
Rok 2007 to ćwierćfinał w Hobarcie z Akiko Morigami, druga runda Australian Open z Sofią Arvidsson, finał w Paryżu z Gabrielą Navratilovą, ćwierćfinał w Dubaju oraz finał w Ad-Dausze z Ágnes Szávay. Vladimíra zaczęła wspinać się w klasyfikacji deblistek. Pod koniec kwietnia w parze z Węgierką Szávay ziściła swoje marzenia, wygrywając pierwszy zawodowy turniej. Miało to miejsce w Budapeszcie. W finale węgiersko-czeski duet pokonał parę Gabriela Navrátilová / Martina Müller. Dla obydwu zawodniczek było to pierwsze zwycięstwo w karierze zawodowej (z tą różnicą, że Ágnes miała wówczas 18 lat, a Vladimíra 29). Po pewnego rodzaju tenisowym impasie dopiero w maju w Strasburgu przeszła pierwszą rundę, ale na kortach Roland Garros razem z Szávay doszły już do rundy trzeciej. Po drodze pokonały Klaudię Jans i Alicję Rosolską, a uległy najwyżej rozstawionym Lisie Raymond i Samancie Stosur. W Eastbourne i na Wimbledonie wygrała po jednym spotkaniu, eliminując w pierwszym z turniejów Agnieszkę Radwańską i Jill Craybas. W pierwszej edycji imprezy WTA w Bad Gastein osiągnęła finał, w którym z Szávay przegrały 3:6, 5:7 z Czeszkami Hradecką i Voráčovą. Uhlířová i Szávay poczynały sobie coraz odważniej, na US Open dochodząc do półfinału. W trzeciej rundzie wygrały z mistrzyniami French Open, Alicią Molik i Marą Santangelo. U boku Michaëlli Krajicek Vladimíra doszła do jednej drugiej finału w Luksemburgu oraz ćwierćfinałów w Stuttgarcie i Linzu. Sezon rozgrywkowy zakończyła na dziewiętnastym miejscu w gronie deblistek kuli ziemskiej, a 1 października była nawet osiemnasta.

## Wygrane turnieje

### Gra podwójna (5)
|    | Data       | Turniej                                      | Kat.          | ($)     | Naw.   | Partnerka             | Finalistki                          | Wynik          |
| 1. | 23/04/2007 | Budapeszt, Gaz de France Budapest Grand Prix | Tier III      | 175 000 | ziemna | Ágnes Szávay          | Martina Müller Gabriela Navrátilová | 7:5, 6:2       |
| 2. | 13/04/2008 | Amelia Island, Bausch & Lomb Championships   | Tier II       | 600 000 | ziemna | Bethanie Mattek-Sands | Wiktoryja Azaranka Jelena Wiesnina  | 6:3; 6:1       |
| 3. | 26/07/2009 | Portorož, Banka Koper Slovenia Open          | International | 220 000 | twarda | Julia Görges          | Camille Pin Klára Zakopalová        | 6:4; 6:2       |
| 4. | 25/07/2010 | Portorož, Banka Koper Slovenia Open          | International | 220 000 | twarda | Marija Kondratjewa    | Anna Czakwetadze Marina Erakovic    | 6:4, 2:6, 10-7 |
| 5. | 25/09/2011 | Seul, Hansol Korea Open                      | International | 220 000 | twarda | Natalie Grandin       | Wiera Duszewina Galina Woskobojewa  | 7:6(5), 6:4    |